# وانغ جيانان
وانغ جيانان (مواليد 27 أغسطس 1996) هو لاعب قفز طويل صيني، حصل على الميدالية الذهبية في بطولة العالم لألعاب القوى 2022.